# Lika villkor
Lika villkor är ett begrepp som används för att beskriva en situation där individer har samma förutsättningar att delta och lyckas, oavsett deras bakgrund, behov eller förutsättningar. Termen är nära relaterad till begrepp som lika möjligheter, inkludering och social jämlikhet, men har en mer specifik fokus på att skapa rättvisa förutsättningar inom en given kontext.
Inom pedagogik och specialpedagogik är lika villkor centralt för att säkerställa att alla elever, oavsett förmågor och förutsättningar, har möjlighet att delta i utbildningen på samma premisser. Detta innebär att undervisningen ska utformas så att den tar hänsyn till elevers olika behov och att stöd och resurser fördelas rättvist för att skapa en jämlik lärmiljö. Lika villkor går bortom fysisk inkludering och omfattar såväl social som pedagogisk inkludering, och ställer krav på att elever ska känna sig respekterade och delaktiga.
Begreppet lika villkor är även betydelsefullt inom arbetsliv och samhällsdeltagande, där det används för att belysa vikten av rättvisa förutsättningar för alla, oavsett faktorer som kön, etnicitet eller funktionsnedsättning. Det är en grundläggande princip i många internationella konventioner, inklusive FN:s konvention om rättigheter för personer med funktionsnedsättning. Lika villkor beskrivs som en viktig förutsättning för att motverka ojämlikhet och exkludering och anses avgörande för att skapa en inkluderande och rättvis miljö där alla individer kan utvecklas och känna sig delaktiga.
I jämförelse med närliggande begrepp är lika villkor mer situationsbundet och handlar om att säkerställa att individer inte bara har möjligheten att delta, som i fallet med lika möjligheter, utan att de också får de resurser och stöd som krävs för att de faktiska förutsättningarna ska vara rättvisa. På så sätt fungerar lika villkor som en praktisk förlängning av principerna bakom inkludering och social jämlikhet.